# Elaeagia glossostipula
Elaeagia glossostipula är en måreväxtart som beskrevs av Charlotte M. Taylor. Elaeagia glossostipula ingår i släktet Elaeagia och familjen måreväxter. Inga underarter finns listade i Catalogue of Life.